# Jianguo Shuiku
Jianguo Shuiku (kinesiska: 碱锅水库) är en reservoar i Kina. Den ligger i provinsen Liaoning, i den nordöstra delen av landet, omkring 130 kilometer nordväst om provinshuvudstaden Shenyang. Jianguo Shuiku ligger 176 meter över havet. Arean är 1,3 kvadratkilometer. Trakten runt Jianguo Shuiku består till största delen av jordbruksmark. Den sträcker sig 2,1 kilometer i nord-sydlig riktning, och 1,2 kilometer i öst-västlig riktning.
Genomsnittlig årsnederbörd är 761 millimeter. Den regnigaste månaden är juli, med i genomsnitt 163 mm nederbörd, och den torraste är januari, med 5 mm nederbörd.